# استبيان المساعدة الاجتماعي
استبيان المساندة الاجتماعية (SSQ) هو استبيان استقصائي كمي ونفسي (سيكومتري/ مقياس نفسي)، يُقصد به قياس الدعم الاجتماعي ومدى الرضا عن الدعم الاجتماعي المذكور من منظور الأشخاص الذين تم استجوابهم؛ فقد ثُبت أن درجة الدعم الاجتماعي تؤثر على بداية ومسار اضطرابات نفسية معينة، مثل: الاكتئاب السريري وانفصام الشخصية. في عام 1981، تم الموافقة على نشر الـSSQ للعامة من قبل إروين ساراسون وهنري ليفين وروبرت باشام وباربرا ساراسون من قسم علم النفس بجامعة واشنطن، وكان الاستبيان يتكون من 27 سؤالاً. بشكلٍ عام، يتميز استبيان المساندة الاجتماعية (SSQ) بموثوقية جيدة في اختبار إعادة الاختبار ومصداقية تكوين ذاتي متقارب.

## نبذة عامة
صُمم هذا الاستبيان بحيث يكون لكل سؤال إجابة من جزئين. يطلب الجزء الأول من الأشخاص الذين يتم استجوابهم ذكر ما يصل إلى تسعة أشخاص متاحين لتقديم الدعم الاجتماعي الذي يفي بالمعايير المذكورة في السؤال، يتم تحديد هؤلاء الأفراد باستخدام الأحرف الأولى من أسمائهم، بالإضافة إلى العلاقة التي تربطهم بالأشخاص الذين يتم استجوابهم. تتضمن أمثلة أسئلة الجزء الأول سؤالين، مثل: «من الذي يمكنك الاعتماد عليه في تقديم المساعدة في حالة تم فصلك للتو من وظيفتك أو تم طردك من المدرسة؟» و«من الذي تشعر أنه سيساعدك في حالة موت أحد المقربين لك من أفراد عائلتك؟».
يطلب الجزء الثاني من الأشخاص الذين تم استجوابهم تحديد مدى رضاهم عن كل من أفراد الدعم المذكورين في إجابة الجزء الأول من السؤال. يستخدم الأشخاص المجيبون على استبيان المساندة الاجتماعية (SSQ) مقياس ليكرت المكون من 6 نقاط، للإشارة إلى درجة رضاهم عن الدعم المُقدم من أفراد الدعم المذكورين أعلاه بدءًا من:
1- غير راضٍ للغاية                       6- راضٍ للغاية
يحتوي استبيان المساندة الاجتماعية على نماذج قصيرة متعددة مثل: SSQ3 وSSQ6.